# Giulio Eubulida
Giulio Eubulida (in latino: Iulius Eubulidas; fl. 344) è stato un politico romano.
Fu Corrector Tusciae et Umbriae. decemvir e praefectus aerariis Saturni, per poi ricoprire la carica di vicarius Africae nel 344. Gli abitanti di Interamna Nahars gli dedicarono una statua.